# August von Sachsen-Weißenfels (1650–1674)
August von Sachsen-Weißenfels (* 3. Dezember 1650 in Halle; † 11. August 1674 ebenda) war ein geborener Prinz und (Titular-)Herzog von Sachsen-Weißenfels sowie Dompropst von Magdeburg und entstammte einer Seitenlinie der albertinischen Wettiner. Zur Unterscheidung von seinem Vater wird er auch August der Jüngere genannt.

## Familie
August war der zweite Sohn des Herzogs August von Sachsen-Weißenfels und dessen erster Gemahlin Anna Maria von Mecklenburg-Schwerin, Tochter des Herzogs Adolf Friedrich I. von Mecklenburg-Schwerin.

## Leben
Prinz August wurde 1659 von seinem Vater, der ihr Oberhaupt war, in die Fruchtbringende Gesellschaft aufgenommen. Ihm wurde der Gesellschaftsname der Behutsame verliehen. Des Weiteren wurde er auf Veranlassung seines Vaters, der auch Erzbischof von Magdeburg war, im Alter von nur zehn Jahren durch das Domkapitel der Primar- und Erzstiftskirche zum Dompropst gewählt. Das Amt ging nach seinem Tod an seinen Bruder Heinrich.
Er starb am 11. August 1674 23-jährig in Halle und wurde in der Fürstengruft der Weißenfelser Schlosskirche bestattet.

## Ehe und Nachkommen
Seine einzige Ehe schloss er am 25. August 1673 in Halle mit Charlotte von Hessen-Eschwege, der Tochter Landgraf Friedrichs von Hessen-Eschwege aus dessen Ehe mit Eleonore Katharine von Pfalz-Zweibrücken-Kleeburg, Tochter des Herzogs Johann Kasimir von Pfalz-Zweibrücken-Kleeburg. Nach dem Tode Augusts heiratete seine Witwe den Reichsgrafen Johann Adolf zu Bentheim-Tecklenburg, von dem sie sich jedoch später wieder scheiden ließ.
Das einzige gemeinsame Kind von August und Charlotte starb bereits bei der Geburt:
- ein Kind (*/† 24. April 1674 in Halle (?)), Prinz(essin) von Sachsen-Weißenfels